# Cabinet Hitler
Troisième Reich
Schleicher Goebbels
Le cabinet Hitler est le gouvernement dirigé par Adolf Hitler entre sa nomination à la chancellerie, le 30 janvier 1933, et sa mort, le 30 avril 1945, période pendant laquelle le pays a pris le nom de Troisième Reich. De composition variable, en ce qui concerne les postes ministériels et leurs titulaires, il se réunit de plus en plus rarement au fil des années et connaît un fonctionnement désordonné où les rivalités personnelles prennent le pas sur toute logique collégiale.
Après le suicide de Hitler, conformément à son testament, Joseph Goebbels lui succède à la chancellerie, puis après son suicide le 1er mai 1945, le nouveau président du Reich, Karl Dönitz nomme un nouveau gouvernement.

## Accession à la chancellerie
Les élections législatives de novembre 1932 marquent une chute du vote en faveur des nazis par rapport au deuxième tour de l'élection présidentielle du 10 avril 1932 ou aux élections législatives de juillet 1932,, même s'ils constituent le groupe parlementaire le plus important du Reichstag avec 196 sièges sur 584. Les premières négociations entre les partis conservateurs et les nazis échouent, Hitler refusant de participer à un gouvernement sans en avoir la direction : ce refus suscite de sérieuses tensions au sein du Parti national-socialiste des travailleurs allemands, essentiellement avec Gregor Strasser.
Le 3 décembre 1932, Schleicher succède à Papen au poste de chancelier, mais ses projets en matière économique suscitent immédiatement l'opposition du président Hindenburg, du dirigeant du DNVP, Hugenberg, des responsables du Stahlhelm et plus largement des élites traditionnelles. Persuadés que l'intégration des nazis au gouvernement va rapidement les marginaliser, Hindenburg et son entourage proposent le poste de chancelier à Hitler : celui-ci est ainsi nommé le 30 janvier 1933.

## Composition

### Initiale (30 janvier 1933)
Le cabinet constitué le 30 janvier 1933 est largement dominé par les milieux conservateurs traditionnels : outre la chancellerie, les nazis n'y détiennent que deux portefeuilles : le ministère de l'Intérieur et un ministère sans portefeuille.
| Poste                                      | Titulaire | Titulaire                 | Parti |
| ------------------------------------------ | --------- | ------------------------- | ----- |
| Chancelier du Reich                        |           | Adolf Hitler              | NSDAP |
| Vice-chancelier                            |           | Franz von Papen           | Sans  |
| Ministre de l'Intérieur                    |           | Wilhelm Frick             | NSDAP |
| Ministre de la Justice                     |           | Franz Gürtner             | DNVP  |
| Ministre des Affaires étrangères           |           | Konstantin von Neurath    | Sans  |
| Ministre de l'Économie et de l'Agriculture |           | Alfred Hugenberg          | DNVP  |
| Ministre des Finances                      |           | Lutz Schwerin von Krosigk | Sans  |
| Ministre de la Défense                     |           | Werner von Blomberg       | Sans  |
| Ministre du Travail                        |           | Franz Seldte              | DNVP  |
| Ministre des Postes et des Transports      |           | Paul von Eltz-Rübenach    | Sans  |
| Ministre sans portefeuille                 |           | Hermann Göring            | NSDAP |

### Remaniements ministériels
- Mars 1933 : Joseph Goebbels devient membre du cabinet en tant que ministre de l'Éducation du peuple et de la Propagande, ministère nouvellement créé.
- Avril 1933 : Göring prend le portefeuille de ministre de l'Aviation, ministère nouvellement créé.
- Juin 1933 : Kurt Schmitt succède partiellement à Hugenberg comme ministre de l'Économie ; également Richard Walther Darré succède partiellement à Hugenberg à l'Agriculture et est nommé ministre de l'Alimentation et de l'Agriculture, ministère nouvellement créé.
- Décembre 1933 : Ernst Röhm et Rudolf Hess sont nommés ministres sans portefeuille.
- Mai 1934 : Bernhard Rust devient membre du cabinet comme ministre de la Science, de l’Éducation et de l’Éducation du peuple[j], portefeuille nouvellement créé.
- Juin 1934 : Hanns Kerrl rejoint le cabinet en tant que ministre sans portefeuille. La nuit des Longs Couteaux[k], au cours de laquelle de nombreux assassinats politiques sont perpétrés, commence le soir du vendredi 29 juin : Röhm est arrêté dans la nuit du 29 au 30 juin ; Schleicher, le prédécesseur de Hitler à la chancellerie, est exécuté chez lui, avec son épouse, le samedi 30 juin.
- Juillet 1934 : Röhm est finalement assassiné le dimanche 1er juillet. Göring obtient le portefeuille de ministre des Forêts, ministère nouvellement créé.
- Août 1934 : le vice-chancelier von Papen quitte le cabinet, sans être remplacé. Hjalmar Schacht succède à Schmitt comme ministre de l'Économie.
- Décembre 1934 : Hans Frank rejoint le cabinet en tant que ministre sans portefeuille.
- Mai 1935 : la dénomination du ministère de la Défense est modifiée en ministère de la Guerre, Blomberg restant titulaire du portefeuille.
- Juillet 1935 : Hanns Kerrl devient ministre des Affaires religieuses, portefeuille nouvellement créé.
- Février 1937 : Wilhelm Ohnesorge succède à Eltz comme ministre des Postes et Julius Dorpmüller comme ministre des Transports.
- Novembre 1937 : Göring succède à Schacht comme ministre de l'Économie, Schacht restant ministre mais sans portefeuille.
- Décembre 1937 : Otto Meissner devient membre du cabinet comme ministre d'État, à la tête de la chancellerie du président du Reich (poste qu'il occupait pour le président Hindenburg), activité purement honorifique et de représentation.
- Janvier 1938 : Walther Funk succède à Göring comme ministre de l'Économie.
- Février 1938 : à la suite de l'affaire Blomberg-Fritsch, Joachim von Ribbentrop remplace Neurath comme ministre des Affaires étrangères, Neurath restant ministre sans portefeuille ; Blomberg démissionne de son poste de ministre de la Guerre, lequel poste est supprimé et ses compétences de commandant en chef (Oberbefehlshaber der Wehrmacht) sont regroupées avec celles de grand commandant en chef (Oberste Befehlshaber der Wehrmacht) précédemment dévolues à Hitler ; le ministère (de la Guerre) est de facto remplacé par l’Oberkommando der Wehrmacht (le « Haut Commandement des forces armées »), état-major général placé sous les ordres du général Keitel en tant que Chef des Oberkommandos der Wehrmacht[l].
- Mai 1939 : Arthur Seyss-Inquart entre au cabinet en tant que ministre sans portefeuille.
- Mars 1940 : Fritz Todt devient ministre de l'Armement et des Munitions, portefeuille nouvellement créé.
- Janvier 1941 : Franz Schlegelberger succède à Gürtner comme ministre de la Justice.
- Mai 1941 : après sa fuite en Angleterre, Hess est suspendu.
- Juillet 1941 : Alfred Rosenberg entre au cabinet comme ministre des Territoires occupés de l'Est, portefeuille nouvellement créé.
- Décembre 1941 : Kerrl, ministre des Affaires religieuses, meurt et est remplacé par Hermann Muhs.
- Février 1942 : à la mort accidentelle de Todt, Albert Speer lui succède comme ministre de l'Armement et des Munitions.
- Mai 1942 : Herbert Backe succède à Darré comme ministre de l'Alimentation.
- Août 1942 : Otto Georg Thierack succède à Schlegelberger comme ministre de la Justice.
- Janvier 1943 : Hjalmar Schacht est révoqué de ses fonctions de ministre sans portefeuille.
- Juin 1943 : l'autorité du ministère d'Albert Speer est étendue à l'industrie de guerre, il devient ainsi ministre de l'Armement et de la Production de guerre.
- Août 1943 : Heinrich Himmler succède à Frick comme ministre de l'Intérieur.
- Avril 1945 : soupçonnés de trahison, Göring et Himmler sont démis de leurs fonctions. Göring est remplacé par Robert von Greim et Himmler par Paul Giesler. Le 30 avril Hitler se suicide, mettant de facto un terme à ses fonctions de chancelier et de président du Reich.